# Энтре-Дуэро-и-Миньо

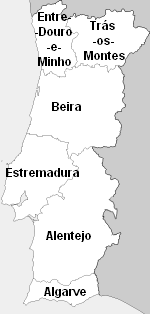
Шесть средневековых провинций

Энтре-Дуэро-и-Миньо (португальское произношение: [ˈẽtɾ(ɨ) ˈdo(w)ɾu i ˈmiɲu]) была одной из исторических провинций Португалии, которая охватывала северное атлантическое побережье страны между реками Дуэро и Миньо. Современники часто называли провинцию просто «Миньо». Это была одна из шести провинций, на которые Португалия обычно делится с раннего нового периода до 1936 года, хотя это деление не было официально признано правительством.

## География

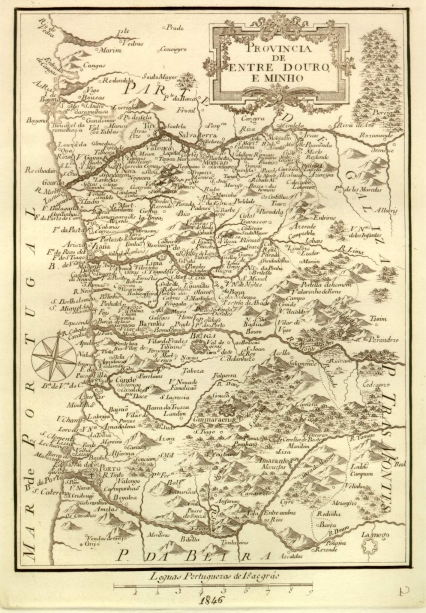
Карта Энтре-Дуэро-и-Миньо 1846 года

Береговая линия Энтре-Дуэро-и-Миньо практически ровная, за исключением устьев основных рек; внутри страны возвышенность постепенно увеличивается к северу и востоку, где несколько горных цепей служат естественными границами провинции. Из них наиболее важными являются Серра-да-Пенеда (1441 м) между реками Миньо и Лима, Пенеда-Жереш (1328 м) на галисийской границе, Серра-да-Кабрейра (1226 м) на юге, и Серра-ду-Маран (1415 м) на юго-востоке.
Как следует из названия, провинция ограничена двумя реками: Дуэро на юге и Миньо на севере.
По территории провинции протекают ещё три крупные реки, которые, как и Миньо, текут с запада на юго-запад в Атлантику. Лима начинается в Галисии и впадает в море в Виана-ду-Каштелу; Каваду берёт своё начало в южных предгорьях Ла-Райя-Сека, на северной границе Траз-уш-Монтиш, и образует в своём устье небольшую гавань Эшпозенди; Ави течёт из Серра-да-Кабрейра в Вила-ду-Конди, где впадает в Атлантику. Большой правый приток Дуэро, Тамега, начинается в Галисии и течёт по западным склонам Серра-ду-Маран.

## История
Между 1383 и 1518 годами отдельные муниципалитеты Гая и Вила-Нова были объединены под администрацией города Порту. В 1936 году, когда Португалия была разделена на 13 официальных исторических провинций, Энтре-Дуэро-и-Миньо была разделена на провинции Минью и провинцию Дору-Литорал. Эта реформа привела к тому, что провинция Минью в точности соответствовала современным округам Виана-ду-Каштелу и Брага. Управлялась провинция из города Брага.
Ассоциируемое с политикой нового государства, территориальное деление 1936 года, хотя и имело безобидный и неполитический характер, было изменено в 1976 году вскоре после Революции гвоздик. Тем не менее, в повседневной жизни по-прежнему используются обозначения 1936 года, потому что они более или менее точно соответствуют исторической идентичности местных жителей. Они также используются в книгах и картах.

## Города до 1936 г
- Порту (древний город)
- Брага (древний город)
- Пенафиел (город с 1770 года)
- Виана-ду-Каштелу (1848)
- Гимарайнш (1853)
- Барселуш (1928)